# Arenaria asiatica
Arenaria asiatica är en nejlikväxtart som beskrevs av Boris Konstantinovich Schischkin. Arenaria asiatica ingår i släktet narvar, och familjen nejlikväxter. Inga underarter finns listade i Catalogue of Life.